# Тржиште новца
Тржиште новца (енгл. Money Market) је део финансијског тржишта, место сусретања понуде и тражње за различитим облицима краткорочне финансијске активе, односно активе чији је рок доспећа краћи од једне године.

На овом тржишту се обављају трансакције са:
- жиралним новцем
- узимање и давање краткорочних кредита
- есконтни послови
- ломбардни послови и
- послови са краткорочним хартијама од вредности.

Тржиште новца врши монетарну функцију, јер оно представља инструментални оквир у коме се уравнотежује и коригује потреба економских субјеката за новцем, и тиме одржавају своју ликвидност и солвентност.
Главни учесници на тржишту новца су:
- држава, која обезбеђује средства за финансирање дефицита у јавним финансијама, без инфлаторних последица. Она деује преко министарства финансија и централне банке. Министарство финансија емитује краткорочне хартија од вредности (обвезнице и записе), којима држава покрива тренутни дефицит у финансирању, до приспећа нових фискалних прихода. Централна банка, као врховна монетарна институција, је најутицајнији  учесник на тржишту новца. Она регулише количину новца у оптицају и спроводи монетарну политику. Када жели да повећа понуду новца, централна банка купује на тржишту хартије од вредности, чиме се повећава количина новца у оптицају. Ако жели да смањи количину новца у оптицају, централна банка продаје своје хартије од вредности.[1]
- пословне банке. Могу бити издавачи или купци краткорочних хартија од вредности које издају министарство финансија и централна банка.[2]
- финансијске институције (пензиони фондови, осигуравајућа друштва, инвестиционе компаније). Обично се јављају као купци (инвеститори).[2]
- друге финансијске организације, предузећа и индивидуални инвеститори. Предузећа могу могу бити купци, док познатија и већа предузећа, која стекну поверење инвеститора, такође могу издавати хартије од вредности.[2]

Постоје два сегмента тржишта новца и то су:
- тржиште жиралног новца и
- тржиште краткорочних хартија од вредности.